# Luxury You Can Afford
Luxury You Can Afford es el séptimo álbum de estudio del músico británico Joe Cocker, publicado por la compañía discográfica Asylum Records en agosto de 1978. El álbum, el único de Cocker con Asylum, incluyó una larga lista de músicos invitados entre los que figuran Rick Danko, Allen Toussaint, Billy Preston, Donny Hathaway y Dr. John, entre otros. Luxury You Can Afford alcanzó el puesto 76 en la lista estadounidense Billboard 200, mientras que el sencillo «Fun Time», compuesto por Toussaint, llegó a la posición 43 en la lista Billboard Hot 100.

## Lista de canciones
1. "Fun Time" (Allen Toussaint) – 2:39
2. "Watching the River Flow" (Bob Dylan) – 3:16
3. "Boogie Baby" (Phil Driscoll) – 3:51
4. "A Whiter Shade of Pale" (Gary Brooker, Keith Reid, Matthew Fisher) – 5:27
5. "I Can't Say No" (John Bettis, Daniel Moore) – 2:51
6. "Southern Lady" (Phil Driscoll) – 3:16
7. "I Know (You Don't Want Me No More)" (Barbara George) – 3:08
8. "What You Did To Me Last Night" (Bettye Crutcher) – 3:28
9. "Lady Put The Light Out" (Guy Fletcher, Doug Flett) – 4:46
10. "Wasted Years" (Phil Driscoll) – 4:49
11. "I Heard It Through The Grapevine" (Norman Whitfield, Barrett Strong) – 4:29

## Personal
| - Joe Cocker: voz y armónica. - Marcus Belgrave: trompeta. - Donny Hathaway: teclados. - David Hood: bajo. - Harvey Thompson: saxofón tenor. - Dr. John: teclados. - Clydie King: coros. - Roger Hawkins: batería. - Richard Tee: teclados. - Billy Preston: teclados. - Cornell Dupree: guitarra. - Leroy Cooper: saxofón barítono. - Allen Toussaint: teclados. - George Terry: guitarra. - Ronnie Eades: saxofón barítono. - Pete Carr: guitarra. - Howard Hersh: bajo. - Chuck Rainey: bajo. - Jimmy Johnson: guitarra. - Larry Byrom: guitarra. - Ann Lang: coros. - Joey Murcia: guitarra. | - Kenneth "Afro" Williams: percusión. - Rick Danko: bajo (en "I Heard It Through the Grapevine") - Charles Rose: trompa. - Philip Guilbeau: trompeta. - Bobby Keys: saxofón tenor (en "Boogie Baby") - Harrison Calloway, Jr.: trompeta. - John Riley: batería. - Barry Beckett: teclados. - Mitch Chakour: guitarra y piano. - Felix "Flaco" Falcon: percusión. - Hank Crawford: saxofón alto. - Gary Brown: saxofón tenor. - Wayne Jackson: trompeta. - Charles Rose: trombón. - David "Fathead" Newman: saxofón tenor. - Steve Gadd: batería. - Cliff Goodwin: guitarra. - Randy McCormick: Fender Rhodes. - Clyde Kerr: trompeta. - Randy McCormick: teclados. - Mona Lisa Young: coros. - Bernard "Pretty" Purdie: batería. |

## Posición en listas
| País           | Lista             | Posición |
| -------------- | ----------------- | -------- |
| Estados Unidos | Billboard 200     | 76       |
| Nueva Zelanda  | Recorded Music NZ | 25       |
| Países Bajos   | Dutch Top 40      | 47       |

| Sencillo   | País           | Lista             | Posición |
| ---------- | -------------- | ----------------- | -------- |
| «Fun Time» | Estados Unidos | Billboard Hot 100 | 43       |